# Astyanax ita
Astyanax ita är en fiskart som beskrevs av Almirón, Azpelicueta och Casciotta 2002. Astyanax ita ingår i släktet Astyanax och familjen Characidae. Inga underarter finns listade.